# City-S-Bahn Hamburg
| Streckennummer (DB): | 1270                   |                                                   |                                                   |
| Kursbuchstrecke (DB): | 101.1, 101.2, 101.3    |                                                   |                                                   |
| Streckenlänge: | 7,830 km               |                                                   |                                                   |
| Spurweite: | 1435 mm (Normalspur)   |                                                   |                                                   |
| Stromsystem: | Stromschiene, 1200 V = |                                                   |                                                   |
| Maximale Neigung: | 40,0 ‰                 |                                                   |                                                   |
| Minimaler Radius: | 300 m                  |                                                   |                                                   |
| Streckengeschwindigkeit: | 60 km/h                |                                                   |                                                   |
| Zugbeeinflussung: | PZB S-Bahn Hamburg     |                                                   |                                                   |
| Zweigleisigkeit: | durchgehend            |                                                   |                                                   |
| |                        |                                                   |                                                   |
| \| \| \| \| \| \| \| \| von Berliner Tor/Hammerbrook, Fernbahn von Lübeck \| \| \| \| \| \| \| \| \| \| Fernbahn von Harburg \| \| \| \| 0,177 \| Hauptbahnhof (Gleise 1+2 im Tunnel)[2] \| Hauptbahnhof (Gleise 1+2 im Tunnel)[2] \| \| \| \| \| \| \| \| \| S-Bahn nach Altona über Dammtor \| \| \| \| 0,264 \| Tunnelanfang \| Tunnelanfang \| \| \| \| Fernbahn nach Altona \| \| \| \| \| Binnenalster \| \| \| \| 1,295 \| Jungfernstieg \| Jungfernstieg \| \| \| \| Alsterfleet \| \| \| \| 2,014 \| Stadthausbrücke \| Stadthausbrücke \| \| \| \| Bleichenfleet \| \| \| \| 3,030 \| Landungsbrücken \| Landungsbrücken \| \| \| 3,996 \| Reeperbahn \| Reeperbahn \| \| \| 4,916 \| Königstraße \| Königstraße \| \| \| \| Schellfischtunnel \| \| \| \| 5,898 \| Altona \| Altona \| \| \| 6,016 \| Tunnelende \| Tunnelende \| \| \| 6,249 \| Blankeneser Bahn \| Blankeneser Bahn \| \| \| \| Fernbahn zum Hauptbahnhof \| \| \| \| 7,830 \| Verbindungsbahn nach Hauptbahnhof \| Verbindungsbahn nach Hauptbahnhof \| \| \| \| Diebsteich (Fernbahnhof in Bau) \| \| \| \| \| Strecke nach Pinneberg \| \| \| \| \| \| \| \| Quellen: [3][4] \| \| \| \| |                        |                                                   |                                                   |
| |                        |                                                   |                                                   |
| Strecke von links · Abzweig geradeaus und nach rechts · Strecke |                        | von Berliner Tor/Hammerbrook, Fernbahn von Lübeck | von Berliner Tor/Hammerbrook, Fernbahn von Lübeck |
| |                        |                                                   |                                                   |
| Tunnelanfang · Strecke · Abzweig geradeaus und von links |                        | Fernbahn von Harburg                              | Fernbahn von Harburg                              |
| S-Bahnhof (im Tunnel) · S-Bahnhof · Bahnhof | 0,177                  | Hauptbahnhof (Gleise 1+2 im Tunnel)               | Hauptbahnhof (Gleise 1+2 im Tunnel)               |
| Tunnelende · Strecke · Strecke |                        |                                                   |                                                   |
| Abzweig quer, nach links und nach rechts · Abzweig geradeaus, nach rechts und von rechts · Strecke |                        | S-Bahn nach Altona über Dammtor                   | S-Bahn nach Altona über Dammtor                   |
| Tunnelanfang · Strecke | 0,264                  | Tunnelanfang                                      | Tunnelanfang                                      |
| Strecke quer · Kreuzung mit oberirdischer Strecke (im Tunnel) · Strecke nach rechts |                        | Fernbahn nach Altona                              | Fernbahn nach Altona                              |
| Strecke unter Wasserlauf (im Tunnel) |                        | Binnenalster                                      | Binnenalster                                      |
| S-Bahn-Halt (im Tunnel) | 1,295                  | Jungfernstieg                                     | Jungfernstieg                                     |
| Strecke unter Wasserlauf (im Tunnel) |                        | Alsterfleet                                       | Alsterfleet                                       |
| S-Bahn-Halt (im Tunnel) | 2,014                  | Stadthausbrücke                                   | Stadthausbrücke                                   |
| Strecke unter Wasserlauf (im Tunnel) |                        | Bleichenfleet                                     | Bleichenfleet                                     |
| S-Bahn-Halt (im Tunnel) | 3,030                  | Landungsbrücken                                   | Landungsbrücken                                   |
| S-Bahn-Halt (im Tunnel) | 3,996                  | Reeperbahn                                        | Reeperbahn                                        |
| S-Bahn-Halt (im Tunnel) | 4,916                  | Königstraße                                       | Königstraße                                       |
| Strecke von links (außer Betrieb) (im Tunnel) · Kreuzung mit Tunnelstrecke und geradeaus unten (Querstrecke außer Betrieb) (im Tunnel) |                        | Schellfischtunnel                                 | Schellfischtunnel                                 |
| Kopfbahnhof Streckenanfang · S-Bahnhof (im Tunnel) | 5,898                  | Altona                                            | Altona                                            |
| Strecke · Tunnelende | 6,016                  | Tunnelende                                        | Tunnelende                                        |
| Abzweig geradeaus und ehemals nach links · Abzweig geradeaus und nach links | 6,249                  | Blankeneser Bahn                                  | Blankeneser Bahn                                  |
| Abzweig quer, nach links und nach rechts · Kreuzung geradeaus oben · Strecke von rechts |                        | Fernbahn zum Hauptbahnhof                         | Fernbahn zum Hauptbahnhof                         |
| Strecke quer · Abzweig geradeaus, nach rechts und von rechts · Strecke | 7,830                  | Verbindungsbahn nach Hauptbahnhof                 | Verbindungsbahn nach Hauptbahnhof                 |
| S-Bahnhof · ehemaliger Bahnhof |                        | Diebsteich (Fernbahnhof in Bau)                   | Diebsteich (Fernbahnhof in Bau)                   |
| Strecke · Strecke |                        | Strecke nach Pinneberg                            | Strecke nach Pinneberg                            |
| |                        |                                                   |                                                   |
| Quellen: |                        |                                                   |                                                   |

Die City-S-Bahn ist eine 7,830 Kilometer lange Strecke der Hamburger S-Bahn, 5,752 km davon liegen im sogenannten City-Tunnel. Sie verläuft zwischen dem Hamburger Hauptbahnhof und dem Bahnhof Altona unter den Stadtteilen Hamburg-Altstadt, Neustadt, St. Pauli und Altona-Altstadt. Neben der Verbindungsbahn ist der City-Tunnel die zweite Stammstrecke der Hamburger S-Bahn, auf der Züge mehrerer Linien gebündelt durch die innere Stadt zwischen dem Bahnhof Altona und dem Hauptbahnhof geführt werden.

## Verlauf
Der Tunnel beginnt unmittelbar hinter dem Hauptbahnhof, wo die Strecke seitlich der S-Bahn-Gleise der Verbindungsbahn abtaucht. Die Rampe weist eine maximale Steigung von 39,4 ‰ auf, da bereits wenige hundert Meter weiter die Binnenalster untertunnelt wird. Unter dieser sowie der Kleinen Alster befindet sich der erste Haltepunkt Jungfernstieg quer unter der gleichnamigen Straße. Hier hat der Tunnel mit etwa zehn Metern unter NHN seine tiefste Stelle. Die Strecke verläuft von dort aus weiter in südwestlicher Richtung, bis kurz vor den Haltepunkt Stadthausbrücke unter der Kleinen Alster und dem Alsterfleet. Es folgt eine S-Kurve und die City-S-Bahn erreicht die Landungsbrücken. Von dort aus schwenkt die Strecke wieder nordwestwärts. In einer Tiefe von annähernd 10 m unter NHN unterfährt die Anlage auf Höhe des Zirkuswegs ein Siel, um sodann mit einer Steigung von 40 ‰ zum etwa vier Meter hoch gelegenen Haltepunkt unter der Reeperbahn zu führen. Nun steigt der City-Tunnel mit maximal 25 ‰ und erreicht am Haltepunkt Königstraße seinen höchsten Punkt, mit einer Sohlenlage etwa 17 m über NHN. In einem engen Bogen mit einem Radius von 300 Metern unterquert die Strecke den Schellfischtunnel und erreicht von Süden her den Tunnelbahnhof Altona. Für die S-Bahn wurde hier eine viergleisige Bahnsteig- und Kehranlage errichtet. Kurz darauf taucht die Bahn mit einer maximalen Steigung von 40 ‰ aus dem Untergrund neben der hochliegenden Abstellanlage für S-Bahn-Züge wieder auf und verbindet sich mit den Strecken von und nach Blankenese und Pinneberg sowie der Verbindungsbahn zum Hauptbahnhof. Die Strecke der City-S-Bahn endet unmittelbar vor dem Bahnhof Diebsteich bei km 7,831.

## Betrieb
Heute führen die S-Bahn-Linien S1 und S3 über die City-S-Bahn. Die Strecke wird planmäßig unter der Woche von etwa 530 Personenzügen pro Tag bedient. Die höchste Fahrgastbelegung der Züge im Tunnel herrscht zwischen den Stationen Jungfernstieg und Hauptbahnhof, hier fuhren im Jahr 2018 durchschnittlich etwa 115.000 Fahrgäste pro Werktag (montags–freitags) mit der S-Bahn.
Bei Störungen oder Baustellen im Bereich des City-Tunnels werden die S-Bahn-Züge zwischen Altona und dem Hauptbahnhof in der Regel über die Verbindungsbahn umgeleitet, umgekehrt verkehren bei dortigen Betriebsbehinderungen die Züge durch den Tunnel.

## Geschichte

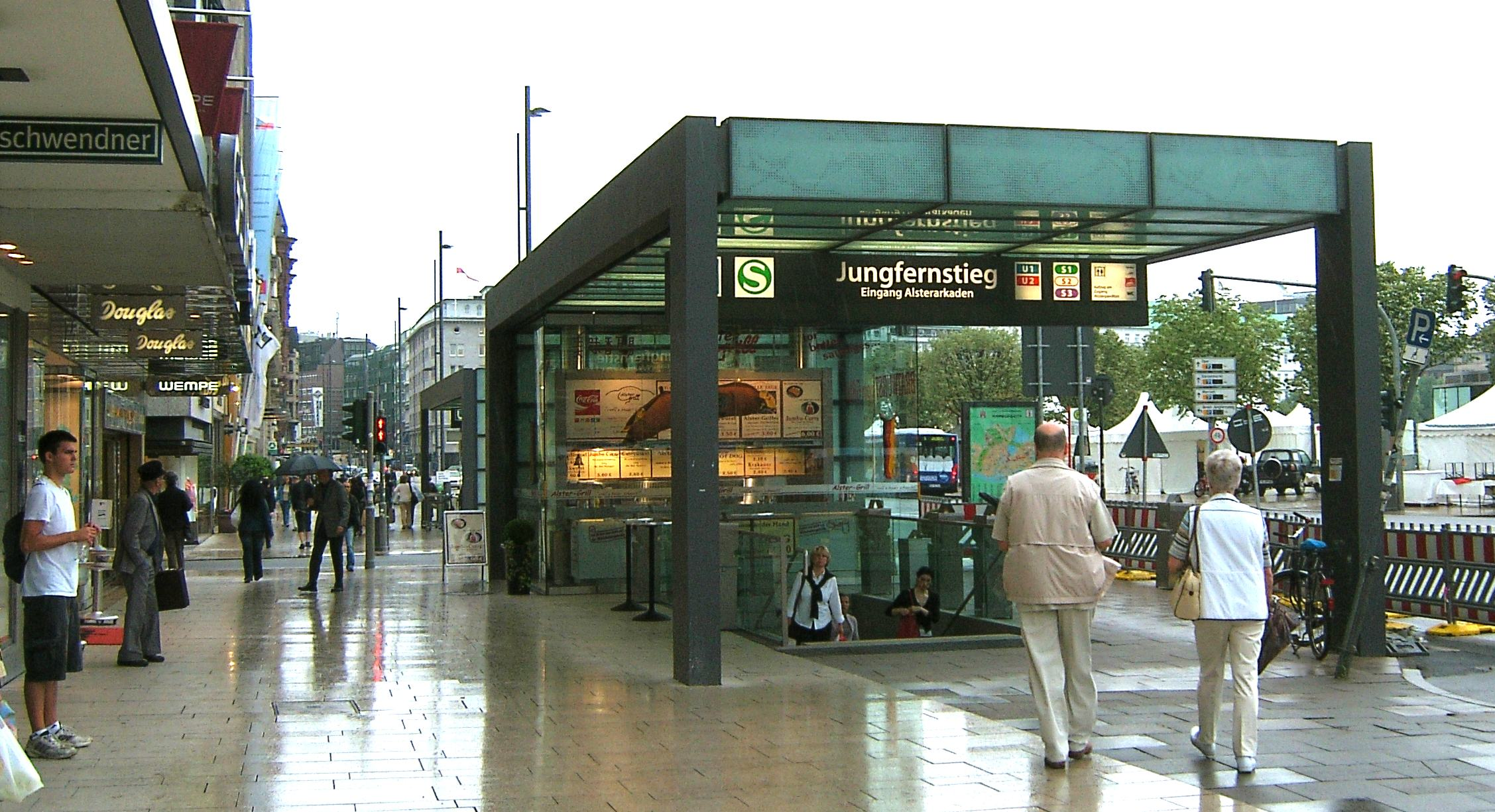
Ein Eingang zur Station Jungfernstieg

### Hintergrund
In den 1960er Jahren hatte Hamburg lediglich zwei S-Bahn-Linien über die gemeinsam genutzte Strecke der Verbindungsbahn. Die Verbindungsbahn erschließt die Hamburger Innenstadt nur am nördlichen Rand. Besonders zum Gebiet um den Jungfernstieg und den Neuen Wall, in dem damals eine sehr große Anzahl an Arbeitsplätzen bestand, waren für Fahrgäste der S-Bahn Umstiege in andere Verkehrsmittel oder längere Fußwege nötig. Zudem war die bestehende Strecke bereits stark ausgelastet: Der planmäßige Zugabstand auf der Verbindungsbahn lag bei 150 Sekunden, der kleinste signaltechnisch mögliche Abstand bei 90 Sekunden. Schon geringste Planabweichungen bereiteten enorme Probleme. Eventuelle weitere S-Bahn-Linien konnten nicht mehr aufgenommen werden. Da die Stadt Hamburg und die Bundesbahn weitere Gleichstrom-S-Bahn-Linien nach Ahrensburg (S4) und nach Harburg (S3) vorsahen und eine S-Bahn nach Lurup jedenfalls als Möglichkeit erschien, ergab sich der Bedarf eines Ausbaus der S-Bahn auch im zentralen Stadtbereich zwischen Altona und der Innenstadt.
1960 trat die Hamburger Baubehörde mit einer Trassenskizze für eine zweite S-Bahn-Stammstrecke an die Bundesbahn heran. Die Strecke sollte von Berliner Tor über Meßberg etwa unter der damaligen Ost-West-Straße zum Millerntor und weiter via Altonaer Fischmarkt zum Bahnhof Altona verlaufen, also eine am Südrand der Innenstadt und entlang des Elbufers führende Verbindung. Die Bundesbahn präferierte hingegen eine Führung durch den Kern der Innenstadt am Rathaus. Sie untersuchte im Rahmen einer Vorplanung mehrere Varianten, es ergaben sich deutliche Vorzüge einer City-Strecke, wie sie später realisiert werden sollte. 1963 wurde der Stadt Hamburg von der Bundesbahn ein sogenannter Rohentwurf übergeben, der die folgende Linienführung vorsah:
Hauptbahnhof – Binnenalster – Bf Jungfernstieg – Alsterfleet – Bf Stadthaus – Hp Elbufer (südlich der Kersten-Miles-Brücke) – Hp Reeperbahn – Hp Große Bergstraße – Jessenstraße – Bf Altona.
Nach Gesprächen mit der Stadt wurden am Rohentwurf 1964 noch Änderungen vorgenommen:
- Der Bahnsteig Jungfernstieg wurde unter die Kleine Alster verschoben.
- Die geplante Station 'Elbufer' wurde nach Süden unter den Stintfang verschoben und in 'Landungsbrücken' umbenannt.
- Ein zwischen Jungfernstieg und 'Stadthaus' vorgesehenes Abstellgleis wurde zu den Landungsbrücken verlegt.
- Der Abschnitt Landungsbrücken – Reeperbahn wurde fortan in Schildvortriebs-Bauweise vorgesehen.
- Auf Wunsch der Stadt Hamburg wurde die Station 'Große Bergstraße' aufgegeben und durch eine weiter südlich gelegene Station 'Königstraße' ersetzt, um der geplanten U-Bahn-Linie U4 Altona–Innenstadt genügend Einzugsbereich zu erhalten.[9]

1964 fiel die grundsätzliche Entscheidung für eine weitere S-Bahn-Strecke zwischen Altona und Hauptbahnhof. 1967 wurde zwischen der Stadt Hamburg und der Bundesbahn der entsprechende Herstellungsvertrag geschlossen. Die Stadt übernahm 79,5 % der Baukosten, die Bundesbahn die übrigen 20,5 %. An der Planung wurden bis Baubeginn noch weitere, kleinere Änderungen vorgenommen. So war am Haltepunkt 'Königstraße' noch im März 1965 nur ein Ausgang, zur Behnstraße hin, vorgesehen. Letztlich errichtet wurde auch am Ost-Ende ein Ausgang hin zur Königstraße.

### Bau und Inbetriebnahme

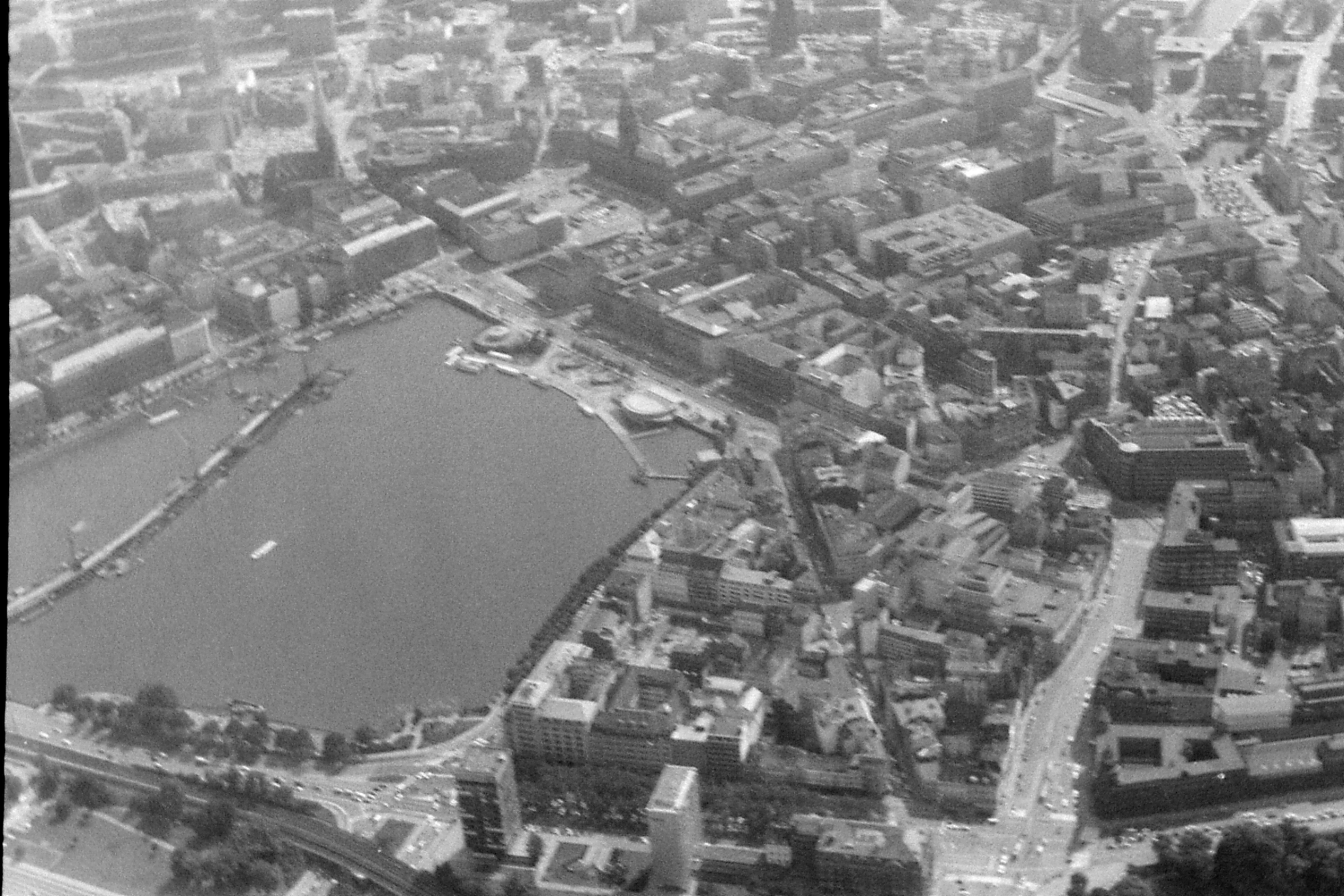
Bau der City-S-Bahn in der Hamburger Binnenalster

Der Bau der City-S-Bahn begann im Oktober 1967 und beanspruchte einen Zeitraum von 14 Jahren. Die Zuständigkeit für den Bau des Tunnels wurde aufgeteilt. Die Abschnitte, die direkt an die bestehenden Gleise grenzten, verantwortete die Bundesbahn selbst, den großen verbleibenden Teil hingegen die Hamburger Baubehörde bzw. deren damals bestehende Hauptabteilung Schnellbahnbau. Die Streckenführung erwies sich als äußerst schwierig, da neben der Binnenalster, die fast auf kompletter Länge untertunnelt wurde, der weitere Verlauf sich nicht immer an den vorhandenen Straßen orientierte und stattdessen einige Häuserblöcke unterfahren werden mussten. Eine besondere Herausforderung für die Ingenieure war dabei die Station Jungfernstieg: Hier kreuzt sich die Strecke mit der älteren U-Bahn-Linie U1 aus den 1930er Jahren. Unterhalb des Tunnels der City-S-Bahn liegen zwei Bahnsteige (seit Mai 1973 in Betrieb) der neuen Durchmesserlinie U2 der Hamburger U-Bahn sowie der vorgeplanten U4. Darum wurde die Anlage des S-Bahnsteigs so gewählt, dass dieser im Niveau genau zwischen den beiden U-Bahn-Trassen angelegt ist. Aufgrund dieser Schwierigkeiten konnte der Abschnitt Hauptbahnhof–Landungsbrücken nicht wie ursprünglich geplant im Mai 1973, sondern erst am 1. Juni 1975 mit der Interims-S-Bahn-Linie S10 eröffnet werden.
Neben der eigentlichen Strecke wurden auch die beiden Endpunkte, Hauptbahnhof und Altona, umfassend erweitert: In Altona existierte vor dem Bau der City-S-Bahn nur ein Kopfbahnhof mit zehn Gleisen, wovon die zwei westlichsten der S-Bahn vorbehalten waren. Zunächst sollte die S-Bahn-Halle nur aufgegeben und ein Tunnelbahnhof für diese angelegt werden. Dann wurde jedoch das gesamte Empfangsgebäude und die Bahnsteighalle mit der Begründung abgerissen, das Risiko eines Einsturzes sei infolge des Tunnelbaus zu hoch. Der neue Bahnhof wurde einschließlich des letzten verbliebenen Tunnelabschnitts zwischen Landungsbrücken und Altona am 19. April 1979 dem Verkehr übergeben, ursprünglich war 1975 geplant.

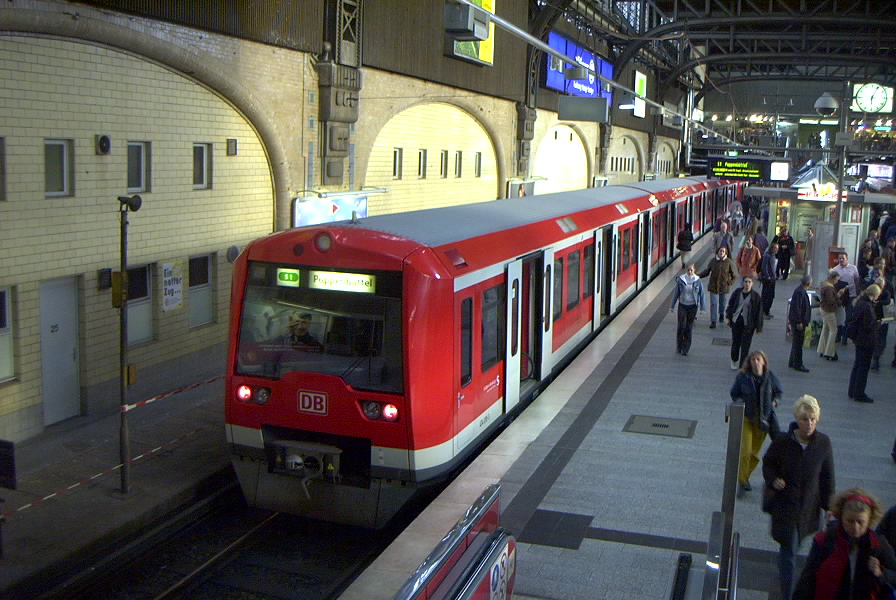
Gleis 3 (ehemals 1) in der Haupthalle des Hauptbahnhofs mit einem Zug der BR 474

Da während des Tunnelbaus auch der Neubau der Gleichstrom-S-Bahn nach Harburg geplant wurde, entstand östlich der Haupthalle des Hauptbahnhofs ein zweigleisiger Tunnelbahnhof für die S-Bahn-Züge in Richtung Altona. Die zwei Gleise der S-Bahn in der Haupthalle wurden für den Richtungsverkehr aus Altona hergerichtet und der neue S-Bahnsteig im Tunnel 1981 fertiggestellt. Hierdurch konnte das jetzige Gleis 5, das zuvor von der S-Bahn Richtung Osten (als Gleis 3) genutzt wurde, wieder in den Bahnhofsteil für den Fern- und Regionalverkehr integriert werden.
Der dritte und letzte Bauabschnitt umfasste die Verbindung zwischen dem Bahnhof Altona und Diebsteich. Mit dieser Verbindung wurde 1981 der Anschluss des Astes nach Pinneberg an die City-S-Bahn hergestellt. Seitdem werden auf den beiden Außenästen Verbindungen über beide Stammstrecken ermöglicht, wobei für die Verbindung vom Blankeneser Ast zur Verbindungsbahn weiterhin im Bahnhof Altona die Fahrtrichtung gewechselt werden muss („Kopf machen“).

## Bauweise

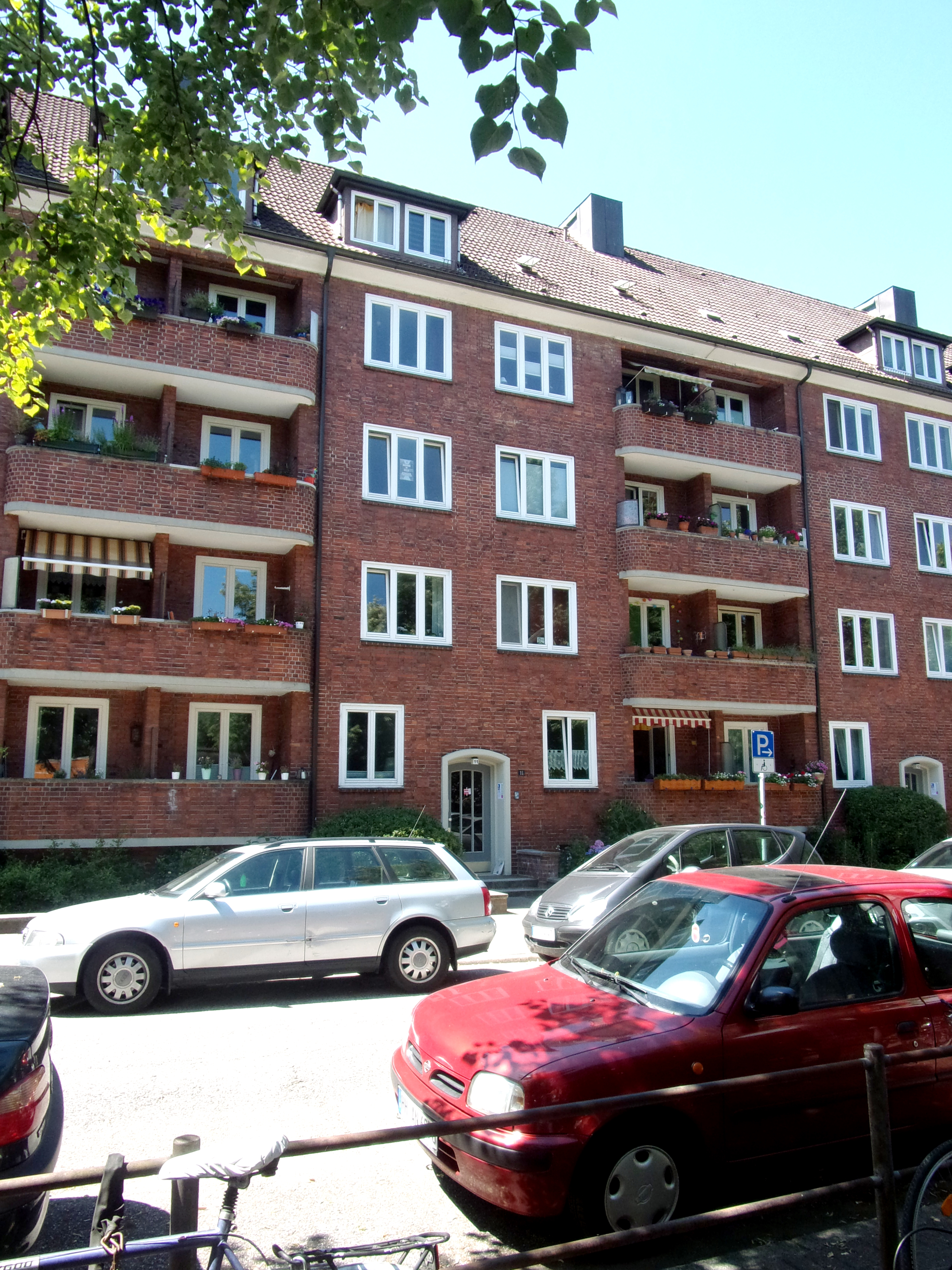
Der City-Tunnel führt wenige Meter unter diesem Haus in der Behnstraße hindurch

Weite Teile des City-Tunnels wurden in offener Bauweise errichtet, im Abschnitt zwischen Landungsbrücken und Reeperbahn wurden zwei Tunnelröhren im Schildvortriebsverfahren hergestellt, da hier ein tief liegender Düker unterfahren werden musste. Der Streckentunnel konnte durch das niedrige Lichtraumprofil der Hamburger S-Bahn vergleichsweise klein ausfallen, was Kosten niedriger hielt und die Integration in den Knoten Jungfernstieg zwischen zwei U-Bahn-Ebenen erlaubte. In der Geraden weist der Tunnel in den offen errichteten Abschnitten eine Breite von etwa 8,08 Metern und eine Höhe von 4,28 Metern auf. Teilweise mussten bestehende Häuser unterfahren werden. So führt der Tunnel an der Behnstraße im Abstand von weniger als fünf Metern unter einem Mehrfamilienhaus hindurch, ebenso wird das Gebäude der damaligen Bundesbahndirektion in der Museumstraße in engem Abstand unterfahren. Hierzu wurde das Gebäude auf 350 Quadratmetern Fläche abgefangen. Im Baulos Davidstraße, etwa zwischen Helgoländer Allee und Reeperbahn, wurden für die City-S-Bahn im Schildvortrieb zwei jeweils 673 Meter lange Tunnelröhren mit 5,8 m lichtem Durchmesser für die beiden Streckengleise erstellt. Der 170 m lange Tunnelabschnitt unterhalb der bestehenden Bahngleise nördlich des Hauptbahnhofs sowie der Straße Lombardsbrücke bis zur Alster wurde mittels Durchpressen von Tunnelfertigteilen mit je 5,7 m Länge erstellt.

### Vibrationen und Schallimmissionen in angrenzenden Gebäuden
Zur Minderung von Schallemissionen durch den Bahnbetrieb wurde in Abschnitten nahe- oder gar direkt unter Wohnhäusern vorsorglich der Einbau von Unterschottermatten vorgesehen. Gleichwohl beklagten sich nach Inbetriebnahme des Abschnitts Landungsbrücken–Altona zahlreiche Anwohner des Tunnels über Vibrationen und massive Schallimmissionen durch den S-Bahn-Betrieb. Im Wohnhaus Professor-Brix-Weg 11 klirrten einem Zeitungsbericht zufolge bei Vorbeifahrten die Gläser in den Schränken und Möbel seien in Bewegung geraten. Ein großer Teil der Beschwerden wurde von der Bundesbahn vor Ort überprüft. Man stellte in den Wohnungen S-Bahn-Fahrgeräusche „sehr unterschiedlicher Intensität“ fest, die zwischen „unerträglich“ und „am Rande des Erträglichen“ eingestuft wurden. Die Beeinträchtigungen umfassten unterschiedlich starke Erschütterungen und „spitze“ Fahrgeräusche. Der am stärksten betroffene Abschnitt lag östlich des Haltepunktes Königstraße, an den Wohnhäusern Königstraße 10 bis 14. Hier und auch im Bereich zwischen Landungsbrücken und Reeperbahn musste die Bundesbahn eine nachträgliche Emissionsreduktionsmaßnahme mit dem Einbau von weiteren Unterschottermatten vornehmen, was Kosten in Höhe von 1,9 Mio. DM verursachte.
Realisiert wurde an Erschütterungsschutz im Bereich Landungsbrücken – Altona
:
- Etwa 130 m Schotterbettunterlage in der südlichen Tunnelröhre östlich der Station Reeperbahn
- Etwa 450 m Schotterbettunterlage zwischen den Stationen Königstraße und Altona im Bereich der Wohnbebauung, u. a. auch im Bereich der Hausunterfahrung Behnstraße
- Eine Schotterbettunterlage im Bereich Königstraße 7

### Sonstiges

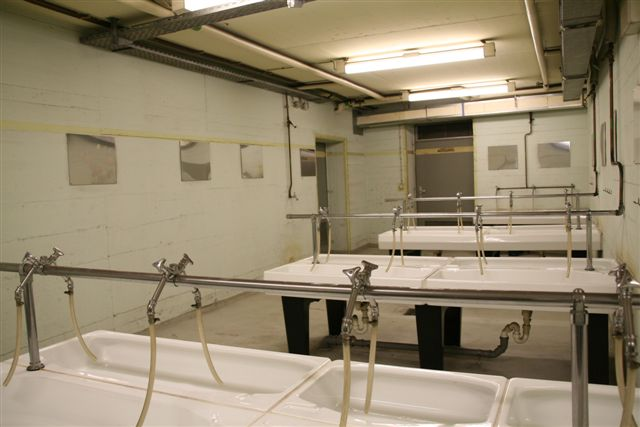
Waschraum im Schutzraum der Haltestelle Reeperbahn

Die Haltestellen Stadthausbrücke und Reeperbahn sind als so genannte Mehrzweckanlagen ausgeführt und können im Verteidigungs- oder Katastrophenfall zu zivilen Schutzräumen für jeweils 4500 Personen umgerüstet werden. Zudem kann die Ladenpassage über dem Bahnsteig der Haltestelle Jungfernstieg ebenfalls in einen Schutzraum umfunktioniert werden. In der Haltestelle Landungsbrücken befindet sich zwischen den oben liegenden Bahnsteigen der U-Bahn und dem Tunnelbahnsteig der S-Bahn ein zweiteiliger Schutzraum für 180 Personen.